# Scopula jessica
Scopula jessica är en fjärilsart som beskrevs av Butler 1886. Scopula jessica ingår i släktet Scopula och familjen mätare. Inga underarter finns listade.